# 慧昭 (526年)
慧昭（526年—815年）是传说中的一个长寿人物。

## 生平
自称俗姓刘，生于南梁普通七年（526年）。南陈时为官，与长沙王陈叔坚相交。南陈灭亡后，剃度出家，隐居会稽山。后住武陵开元寺。《宋高僧传》记载慧昭是宋文帝刘义隆第十五子刘休业曾孙，终年289岁。